# وشتاتی (ناحیه راکوونیک)
وشتاتی (به چکی: Všetaty) یک منطقهٔ مسکونی در جمهوری چک است که در ناحیه راکوونیک واقع شده‌است.